# Конхобар Менмайге Уа Конхобайр
Конхобар Менмайге Уа Конхобайр (ум. 1189) — король Коннахта (1183—1189), сын верховного короля Ирландии и короля Коннахта Руайдри Уа Конхобайра (ок. 1116—1198). Вёл борьбу против англо-нормандских захватчиков.

## Биография
Своё прозвище «Менмайге» Конхобар получил от территории района Менмайге (современное графство Голуэй), где он воспитывался с детства.
Старший из сыновей Руайдри Уа Конхобайра (ум. 1198), короля Коннахта (1156—1183) и верховного короля Ирландии (1166—1183). Впервые Конхобар Менмайге упоминается в 1163 году, когда его отец уже был королём Коннахта.
В 1180 году, согласно Анналам Ульстера, Домналл Уа Бриайн и Конхобар Менмайге одержали победу в битве при Дурлусе над англичанами. Анналы четырёх мастеров сообщают, что в 1180 году Конхобар Менмайге участвовал в битве при Connors in Hy-Many.
В 1184 году король Миде Арт Уа Мелаглин был предательски убит Дермотом Уа Бриайном (сыном Турлоха) по наущению англичан. Но наследник короля, Мелаглин Бег Уа Мелаглин стал союзником Конхобара и вместе они «во главе большой армии атаковали и разрушили замки в завоеванных англичанами областях, в результате чего многие из англичан были убиты».
В 1185 году в королевстве Коннахт началась междоусобная борьба за власть. Три претендента на престол Коннахта выступили против Руайдри Уа Конхобайра и друг против друга. Это были Катал Карраг Уа Конхобайр (сын Конхобара Менмайге), Конор мак Кормак Уа Конхобайр (приёмный сын Руайдри Уа Конхобайра) и Катал Кробдерг Уа Конхобайр (сводный брат Руайдри Уа Конхобайра). Вначале Конхобар поддерживал своего отца Руайдри, затем противники примирились.
В 1183 или 1186 году Конхобар Менмайге, старший сын Руайдри Уа Конхобайра, в союзе с англо-норманнами вторгается в Коннахт, верховный король был свергнут с престола и бежал в Мунстер. Вскоре Конхобар примирился со своим отцом, который вернулся домой и получил удельное владение.
После вступления на королевский престол Коннахта Конхобар подчинил своей власти небольшое королевство О Майне (Ui Maine), местный король Мурроу Уа Келлайг был убит в 1186 году. В следующем году Конхобар Менмайге вместе с Мелаглином Бегом Уа Мелаглином вторгся в Лейнстер, где союзники осадили и захватили замок Килдэр, перебив весь английский гарнизон.
В 1189 году король Коннахта Конхобар Менмайге в союзе с королём Томонда Домналлом Мором Уа Бриайном разбил войско Джона де Курси, совершавшего опустошительные походы на Ольстер и Коннахт.
В том же 1189 году Конхобар Менмайге был убит в Кланконуэе. Его убийцами были Ману Мак Фланн Уа Финагхти, Аод Мак Бриайн (его двоюродный брат), Муйрхертах Мак Катал Мак Дерморт Мак Тадг и Джиолла на Наом Уа Малвихилл из Туатаса.

## Наследники и потомки
В том же 1189 году Катал Карраг убил Коннора мак Кормака (Конхобара уа нДиармата), приёмного сына Руайдри Уа Конхобайра, отомстив ему за смерть своего отца.
Катал Карраг Уа Конхобайр стал новым королём Коннахта, но вскоре против него выступил его родственник Катал Кробдерг Уа Конхобайр (дядя Конхобаоа Менмайге). Оба противника призвали на помощь англо-нормандских соседей. В 1202 году в битве при Корр Слиаб Катал Карраг был убит. Королевский престол захватил Катал Кробдерг Уа Конхобайр (1202—1224).
Сыновья Конхобара Менмайге:
- Катал Карраг Уа Конхобайр (ум. 1202), король Коннахта (1189—1202)
- Матгамайн Мак Конхобар Менмайге Уа Конхобайр, убит в 1196 году
- Муйрхертах Тетках Уа Конхобайр, убит в 1204 году
- Доннхад Мак Конхобар Менмайге Уа Конхобайр, убит в 1207 году
- Тадг Мак Конхобар Менмайге Уа Конхобайр
- Маэл Сехлайнн Мак Конхобар Менмайге Уа Конхобайр, убит в 1219 году
- Аэд Мак Конхобар Менмайге Уа Конхобайр, умер в 1224 году.